# تیسنس
تیسنس (به لاتین: Tysnes) یک شهرداری در نروژ است که در هوردالاند واقع شده‌است.

## خصوصیات
تیسنس ۲۵۵ کیلومترمربع مساحت و ۲٬۸۱۲ نفر جمعیت دارد.